# Lingula (neuroanatomia)
La lingula è una struttura del cervello coinvolta nel processare gli stimoli visivi, soprattutto quelli collegati alla scrittura. Si pensa che sia coinvolta anche nell'analisi delle condizioni logiche (es. ordine logico degli eventi) e nella codificazione della memoria visiva. Al contrario di quanto potrebbe far pensare il nome, questa regione ha poco a che fare col parlare.